# Irene Visedo Herrero
Irene Visedo Herrero (Madrid, 16 de juliol de 1978) és una actriu espanyola de cinema, teatre i televisió, cconeguda principalment per interpretar a Inés Alcántara a la sèrie Cuéntame cómo pasó.

## Biografia
Des dels 14 anys va començar a formar-se professionalment amb diferents professionals en diversos mètodes i concepcions del treball actoral: La Sala Cuarta Pared, Eduardo Recabarren, Ana Vázquez de Castro, Teatro de Cámara de Ángel Gutiérrez, Estudio Schinca, María del Mar Navarro, Lucía Esteban, Arnold Taraborelli, Bob Mc Andrew, Sergey Ostrenko, Río Abierto, Lorena García de Las Bayonas i els seus dos referents més importants: El Teatro de la Abadía dirigit per José Luis Gómez i l'Estudio de Juan Carlos Corazza.
Amb 18 anys va participar en el seu primer llargmetratge, El ángel de la guarda (1996) de Santiago Matallana i va iniciar una participació en diferents projectes teatrals i cinematogràfics, entre els quals caldria destacar les seves interpretacions en les obres teatrals Faust de Goethe (1997-1998) dirigida per José Luis Gómez al Teatro de la Abadía i Trabajos de amor perdidos de William Shakespeare (1998) o la seva participació en curtmetratges com Paraíso (1997) de Jesús Almendro.
El 2000 va estrenar Cascabel de Daniel Cebrián, el seu segon llargmetratge amb el qual va obtenir, el Premi Alberic a la Millor Actriu i el Premi a la Millor Actriu Revelació del Festival de Cinema de Tolosa (França). Posteriorment va participar en El espinazo del diablo (2001) de Guillermo del Toro; La mujer de mi vida (2001) d'Antonio del Real o a Los pasos perdidos (2001) de Manane Rodríguez, per la que va ser nominada a dos premis: el Premi Sensación i el Premi Cóndor de Plata.
En 2001, es va incorporar al repartiment de la sèrie Cuéntame como pasó, en el paper d'Inés Alcántara, la filla gran de la família protagonista de la sèrie que emet Televisió Espanyola. Aquest paper que va encarnar durant més d'un centenar de capítols, li va reportar gran popularitat encara que va decidir abandonar-lo en 2007. La seva labor en la sèrie va rebre una nominació a millor actriu revelació als XII Premis de la Unión de Actores de 2002.
El 2008 va intervenir en tres llargmetratges: La mujer del anarquista, de Marie Noelle i Peter Sehr; Carlitos y el campo de los sueños de Jesús del Cerro i Amores locos de Beda Do Campo Feijoo. Per la seva interpretació en aquesta última, rep en 2009 el premi a la millor actriu del Festival de Cinema de Tolosa.
Va reprendre un any després la seva activitat teatral amb Mesura per mesura de William Shakespeare, en un projecte dirigit per Carlos Aladro i produïda pel Teatro de la Abadía.
Telecinco la va contractar en 2010 per a interpretar a la jove Cayetana Fitz-James Stuart, Duquessa d'Alba, en el telefilme La Duquesa, mini sèrie que va ser vista per més de quatre milions de teleespectadors.
En 2012, va tornar a la pantalla gran per a estrenar La Senda, dirigida per Miguel Ángel Toledo amb guió de Juan Carlos Fresnadillo. Aquest mateix any va participar en el muntatge de La gaviota d'Anton Txèkhov, dirigida per Rubén Ochandiano qui en la realització del seu primer llargmetratge Cuento de verano (2014), també va contar amb ella.
En 2015, represa vuit anys després, el seu paper d'Inés Alcántara a Cuéntame cómo pasó. Aquest mateix any publica el llibre d'autoajuda Sencillamente mindfulness.

## Filmografia

### Cinema
- Cuento de verano (2014), de Rubén Ochandiano i Carlos Dorrego.
- La senda (2012), de Miguel Ángel Toledo.
- Las sombras de la paciencia (2010), de Roberto Lozano.
- Amores locos (2008), de Beda DoCampo Feijoo.
- Carlitos y el campo de los sueños (2008), de Jesus del Cerro.
- La mujer del anarquista (2008), de Marie Noelle y Peter Sehr.
- El hombre de arena (2007), de José Manuel González-Berbel.
- Un ajuste de cuentas (2006), de Manane Rodríguez.
- Entre abril y julio (2002), de Aitor Gaizka.
- La mujer de mi vida (2001), de Antonio del Real.
- Los pasos perdidos (2001), de Manane Rodríguez.
- El espinazo del diablo (2001), de Guillermo del Toro.
- Cascabel (2000), de Daniel Cebrián.
- El ángel de la guarda (1996), de Santiago Matallana.

### Televisió
- El gran reto musical (2017), com Invitada, per TVE
- La Duquesa (2010) com Cayetana, per Telecinco
- Cuéntame cómo pasó (2001-2007; 2016-present), com Inés Alcántara Fernández, per TVE

### Teatre
- La gaviota (2012) de Txèkhov, dirigida per Rubén Ochandiano.
- Mujeres que hablan de sí mismas (2010) dirigida per Javier Ruiz i María Pinto.
- Medida por medida (2009), de William Shakespeare, dirigida per Carlos Aladro i producida por Teatro de La Abadía.
- Don Juan Tenorio (2004), de José Zorrilla, dirigida per Natalia Menéndez
- Trabajos de amor perdidos (1998), de William Shakespeare, dirigida per Carlos Marchena
- Faust (Goethe) (1997-1998) de Goethe, dirigida per Götz Loepelmann i José Luis Gómez i produïda per Teatro de La Abadía.

### Altres
Curtmetratges
- El lado frío de la almohada (2013), de Herminio Cardiel
- Chupertópico (2009), de Pablo Álvarez
- Paraíso (1998), de Jesús Almendro

Videoclips
- Videoclip de Pablo Puyol "Déjame".
- Videoclip de Celia Flores "Un consejo".

## Premis i nominacions
- Premi Nacional Alberic 2000 a la millor actriu per Cascabel.
- Premio Festival de Cinema de Tolosa 2000 a la millor actriu revelació per Cascabel.
- Nominació al Premi Sensació 2000 a la millor actriu revelació per Los pasos perdidos.
- Nominació al Premi Còndor de Plata 2002 per Los pasos perdidos (al costat de Carmen Maura, Ariadna Gil i Cecilia Roth).
- Nominació al Premi Unión de Actores a la millor actriu revelació 2002 per Cuéntame cómo pasó.
- Premi Millor Actriu del Festival de Cinema d'Espanya de Tolosa de Llenguadoc 2009 per Amores Locos.